# Hörgerätebatterie
Eine Hörgerätebatterie ist eine Batterie, die speziell zur Energieversorgung von Hörgeräten ausgelegt ist. Die übliche Bauform ist die einer Knopfzelle, deswegen wird sie auch zu den Microbatterien gerechnet.
Moderne Hörgerätebatterien sind heute meist nicht wiederaufladbare Zink-Luft-Batterien. Oft tragen die Batterien daher die (herstellerspezifische) Bezeichnung ZL für Zink-Luft oder ZA für Zinc-Air. Zink-Luft-Batterien zeichnen sich durch ihre sehr hohe Energiedichte und ihre Eignung für hohen Leistungsbedarf aus. Letzteres bedeutet, die Spannung bleibt auch bei relativ hohen Strömen bis zum Ende der Entladung nahezu konstant (sogenannte „Flat Discharge Curve“). Um den vorzeitigen Zutritt von Luft und das Austrocknen der Batterie, das zu einem Verlust an nutzbarer Kapazität führt, zu verhindern, werden die Luftlöcher am Pluspol von Zink-Luft-Batterien mit einer Schutzfolie abgeklebt. Diese muss vor dem Einlegen der Batterie ins Hörgerät entfernt werden. Je nach Typ und Hersteller beginnt die Stromabgabe der Batterie mehrere Sekunden bis wenige Minuten nach der Aktivierung. Die Selbstentladung von Zink-Luft-Batterien mit aufgeklebter Schutzfolie beträgt etwa 3 % pro Jahr. Im aktivierten Zustand (Schutzfolie abgezogen) sind Zink-Luft-Batterien nur begrenzt lagerfähig und sollten so schnell wie möglich verwendet werden.

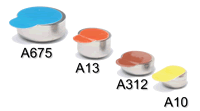
Vier Batterietypen mit farbiger Schutzfolie entsprechend dem Farbschema

Früher wurden für Hörgeräte überwiegend Quecksilberoxid-Zink-Batterien verwendet. Heute enthalten die Zink-Luft Batterien noch ca. 1 bis 3 % Quecksilber. Es gibt aber auch Hersteller, die ganz auf Quecksilber verzichten. In den USA sind quecksilberhaltige Hörgerätebatterien in manchen Staaten bereits verboten. Heute sind auch wiederaufladbare Hörgerätebatterien (Akkumulator) erhältlich. Dabei handelt es sich um als Knopfzelle ausgeführte Nickel-Metallhydrid-Akkumulatoren. Durch den Trend zu immer kleineren Hörgeräten und damit auch immer kleineren Batterien werden diese Akkus jedoch selten genutzt, sie müssen schon nach kurzer Tragedauer wieder aufgeladen werden. 
Die Größen von Hörgerätebatterien werden durch eine Nummer (Type) und ein Farbschema kodiert. Die Farbe der Schutzfolie auf den Zink-Luft-Batterien folgt bei fast allen Herstellern dem genannten Farbschema. Auch auf der äußeren Verpackung ist oft eine entsprechende Farbmarkierung angebracht. Neben den von der International Electrotechnical Commission (IEC) und dem American National Standards Institute (ANSI) genormten Bezeichnungen gibt es noch eine Vielzahl von herstellerspezifischen Namen für Zink-Luft-Hörgerätebatterien dieser Baugrößen.
| Nummer / Type | Farbschema | IEC (Zink-Luft) | ANSI (Zink-Luft) | Renata | Varta | Duracell | Durchmesser × Höhe | Kapazität (Richtwert) | Spannung |
| ------------- | ---------- | --------------- | ---------------- | ------ | ----- | -------- | ------------------ | --------------------- | -------- |
| 675           | blau       | PR44            | 7003ZD           | ZA675  | V675A | DA675    | 11,56 mm × 5,33 mm | 650 mAh               | 1,4 V    |
| 13            | orange     | PR48            | 7000ZD           | ZA13   | V13A  | DA13     | 07,80 mm × 5,35 mm | 310 mAh               | 1,4 V    |
| 312           | braun      | PR41            | 7002ZD           | ZA312  | V312A | DA312    | 07,80 mm × 3,45 mm | 180 mAh               | 1,4 V    |
| 10            | gelb       | PR70            | 7005ZD           | ZA10   | V10A  | DA230    | 05,80 mm × 3,55 mm | 100 mAh               | 1,4 V    |
| 5             | rot        | PR63            |                  | ZA5    |       |          | 05,80 mm × 2,16 mm | 035 mAh               | 1,4 V    |

Die zurzeit gängigsten Typen sind 13 (orange), 312 (braun) und 10 (gelb). Durch voranschreitende Miniaturisierung der Hörgeräte kommen die kleineren Baugrößen zunehmend auch in HdO-Hörgeräten (Hinter dem Ohr) zum Einsatz. Die Type 675 (blau) kommt weiterhin bei starken (Hochleistungs-)HdO-Hörgeräten und bei Cochleaimplantaten zum Einsatz. Die Type 5 (rot) wird zunehmend bei modernen, besonders kleinen ITC-Hörgeräten (englisch In The Canal „im Gehörgang“) und CiC-Hörgeräten (englisch Completely in the Canal „im Gehörgang verschwindend“) verwendet. Diese haben jedoch noch eine sehr geringe Verbreitung.